# 芝原邦爾
芝原 邦爾（しばはら くにじ、1938年 - ）は、日本の法学者（刑法・経済刑法）。東京大学名誉教授。

## 略歴

### 学歴
- 1956年 東京都立日比谷高等学校卒業
- 1960年 東京大学法学部卒業
- 1965年 シカゴ大学大学院修士課程修了
- 1974年 パリ第2大学大学院博士課程修了

### 職歴
- 1960年 東京大学法学部助手
- 1963年 司法修習生
- 1964年 神戸大学法学部助教授
- 1974年 神戸大学法学部教授
- 1982年 東京大学大学院法学政治学研究科教授
- 1998年 学習院大学法学部教授
- 2004年 学習院大学法科大学院教授
- 2008年 学習院大学定年退職

#### 学外職歴
- 1975年 国際連合事務局人権局勤務（〜1978年）
- 1997年 日本刑法学会理事長（〜2000年）
- 2003年 法務省法制審議会総会委員（〜2009年）

## 受賞歴
- 1969年 日本刑法学会賞受賞

## 主著
- 『刑法の社会的機能 : 実体的デュー・プロセスの理論の提唱』（有斐閣、1973年）
- 『刑事司法と国際準則』（東京大学出版会、1985年）
- 『刑法の基本判例』（編著、有斐閣、1988年）
- 西田典之, 佐伯仁志と共著『ケースブック経済刑法』（有斐閣、2000年初版・2010年第3版）
- 『経済刑法』（岩波書店、2000年）
- 『経済刑法研究　上巻・下巻』（有斐閣、2005年）